# Matterhorn Peak (Kalifornie)
Matterhorn Peak je hora nacházející se v pohoří Sierra Nevada na území státu Kalifornie u severní hranice Yosemitského národního parku. Je to nejsevernější hora Sierry Nevady dosahující 3700 m. Hora byla pojmenována po Alpském Matterhornu.
Jack Kerouac v Dharmových tulácích popisuje výstup na tuto horu.
Matterhorn Peak se dá zdolat bez horolezeckého náčiní.